# Gérald Léon
Gérald Étienne Fernand Léon, né le 22 octobre 1919 à Paris 16e arrondissement et mort pour la France en combat aérien le 4 septembre 1943 dans le secteur de Ielnia en URSS, était un aviateur français de la Seconde Guerre mondiale.

## Biographie
Gérald Léon commence sa vie active comme élève-officier de la Marine marchande mais s'engage dès septembre 1939 dans l'Armée de l'air. Il est discret et timide mais sa volonté est ferme. Le caporal-chef Gérald Léon est élève pilote quand débute l'invasion de la France en mai 1940. Refusant la défaite, il s'enfuit par St Jean-de-Luz avec des camarades en se déguisant en soldat polonais afin d'embarquer sur un navire et rejoindre l'Angleterre.
A son arrivée, il s'engage dans les Forces aériennes libres françaises (les FAFL) et part en formation dans un centre de formation britannique. En mai 1941, le sous-lieutenant Léon obtient son brevet de pilote amateur sur monomoteur et rejoint en août le groupe de chasse N°1 "Alsace" à Rayack où il participe à la campagne de Syrie et combat jusqu'en octobre 1942, date à laquelle il revient à Londres (quartier général de l'Air).
En juin 1943, volontaire pour participer au combat afin d'aider l'URSS, le lieutenant Léon (alias Jim Gérald) part sur la base Khationki, à 200 km environ sud-ouest de Moscou, à proximité de Kalouga. Le terme de "base" est d'ailleurs plus que symbolique car les conditions techniques (piste, hébergements et installations techniques) sont extrêmement rudimentaires. Il obtient 3 victoires et 1 victoire en collaboration. Il perd la vie à bord de son Yak 9 en étant poursuivi et tiré par deux Fw 190 allemands.

## Distinctions et mémoire
- Chevalier de la Légion d'honneur
- Croix de guerre 1939-1945 (4 citations)
- Médaille de la Résistance française avec rosette
- Ordre de la Guerre pour le Salut de la Patrie (URSS)
- Son corps repose au cimetière du Père-Lachaise à Paris (20ème)